# Abd-al-Halim (nom)
Abd-al-Halim és un nom masculí teòfor àrab islàmic (àrab: عبد الحليم, ʿAbd al-Ḥalīm) que literalment significa ‘Servidor del Benèvol’ o ‘Servidor del Magnànim’, essent «el Benèvol» o «el Magnànim» un dels epítets de Déu. Si bé Abd-al-Halim és la transcripció normativa en català del nom en àrab clàssic, també se'l pot trobar transcrit Abdul Halim, ‘Abdul Haliem... normalment per influència de la pronunciació dialectal o seguint altres criteris de transliteració. Com a teòfor, també el duen molts musulmans no arabòfons que l'han adaptat a les característiques fòniques i gràfiques de la seva llengua: bosnià: Abdulhalim.
Vegeu aquí personatges i llocs que duen aquest nom.